# Kurnakow-Test
Der Kurnakow-Test, auch als Kurnakow-Reaktion bekannt, ist eine vom sowjetischen Chemiker Nikolai Semjonowitsch Kurnakow entwickelte Nachweisreaktion. Die Reaktion nutzt das Phänomen des trans-Effekts, um zwischen cis- und trans-Isomer eines quadratisch-planaren Komplexes der Art: [PtA2X2] (A=NH3, X=Halogen oder Säureradikal) zu unterscheiden, indem man eine wässrige Lösung mit Thioharnstoff behandelt. Er wird häufig bei der Platinherstellung verwendet.

## Verwendung
Der Kurnakow-Test wird benutzt, um zwischen Cisplatin und Transplatin zu unterscheiden. In einer heißen, wässrigen Lösung reagiert die Cisverbindung mit wässriger Thioharnstofflösung zu einer tiefer gelben Lösung aus der sich beim Abkühlen gelbe Nadeln aus Tetrakisthioharnstoffplatindichlorid abscheiden. Die Transverbindung hingegen reagiert zu einer farblosen Lösung aus der sich unter Kühlung weiße Nadeln aus trans-Diamminbisthioharnstoffplatin(II) absetzen.